# Egeland
Pour les articles homonymes, voir Egeland (homonymie).
La ville d’Egeland est située dans le comté de Towner, dans l’État du Dakota du Nord, aux États-Unis. Lors du recensement de 2010, sa population s’élevait à 28 habitants.

## Démographie
| 1910 | 1920 | 1930 | 1940 | 1950 | 1960 |
| ---- | ---- | ---- | ---- | ---- | ---- |
| 266  | 306  | 333  | 275  | 248  | 190  |

| 1970 | 1980 | 1990 | 2000 | 2010 | - |
| ---- | ---- | ---- | ---- | ---- | - |
| 96   | 112  | 103  | 49   | 28   | - |

## Source
- (en) Cet article est partiellement ou en totalité issu de l’article de Wikipédia en anglais intitulé « Egeland, North Dakota » (voir la liste des auteurs).